# Prolamina
Prolaminas son un grupo de glucoproteínas vegetales con gran contenido en prolina. Se encuentra en los cereales, recibiendo diversos nombres en función del mismo: gliadinas en el caso del trigo, hordeínas en la cebada, las secalinas en el centeno y las aveninas a la avena.
En general solo son solubles en soluciones alcohólicas. 
Algunas prolaminas, en particular la gliadina y similares que se encuentran en plantas de la familia Triticeae, (forman parte del gluten que es la principal proteína de este grupo) parecen implicadas en la celiaquía en aquellos individuos genéticamente predispuestos.